# Chronologie de Vienne
Pour des articles plus généraux, voir Vienne (Autriche) et Histoire de Vienne.
Ce qui suit est une chronologie de l'histoire de la ville de Vienne, en Autriche.

## Antiquité
- Ier siècle avant notre ère - Installation du camp romain de Vindobona.
- 180 - L'empereur romain Marc Aurèle meurt à Vindobona.

## Avant leXVIIesiècle
- 881 - Les Bavarois ont eu leur premier affrontement à Wenia avec les Hongrois (première mention de Vienne).
- 976 - La dynastie des Babenberg domine l'Ostarrichi (la Marche de l'Est) : Vienne devient une place commerciale prospère.
- 1030 - Les Hongrois assiègent Vienne.
- 1155 - Fondation de l'église de Schottenstift.
- 1160 - Construction de la cathédrale Saint-Étienne.
- 1192 - Le roi d'Angleterre Richard Cœur de Lion, de retour de croisade, est fait prisonnier près de Vienne. Grâce à la rançon, les remparts sont édifiés.
- 1221 - Vienne reçoit le statut de ville.
- 1276 
  - La ville va à Rodolphe de Habsbourg. Les Habsbourg règneront durant 640 ans.
  - Incendies.
- 1278 - Charte de la ville accordée[1].
- 1280 - Jans der Enikel écrit le Fürstenbuch, une première histoire de la ville.
- 1349 - Église des Augustins consacrée.
- 1365 - Fondation de l'Université de Vienne, deuxième plus ancienne université de langue allemande.
- 1421 - Juifs expulsés.
- 1482 - Johann Winterburger installe une imprimerie (date approximative)[2].
- 1485 - Siège de Vienne par le Royaume de Hongrie.
- 1515 - Premier Congrès de Vienne.
- 1529 - Siège de Vienne par les Turcs.
- 1556 - Vienne devient le siège du Saint Empire Romain germanique sous Ferdinand Ier.
- 1565 - Création de l'Ecole espagnole d'équitation.
- 1598 - Donaukanal réglementé.

## XVIIesiècle
- 1600 - Melchior Khlesl devient évêque de Vienne.
- 1637 - Population : 60 000 habitants.
- 1643 - Construction du château de Schönbrunn.
- 1667 - Edification de la colonne de Marie.
- 1668 - juillet : première de l'opéra de Cesti Il pomo d'oro[3].
- 1679 - Grande peste de Vienne.
- 1683 - Bataille de Vienne contre les Turcs[4]. Population : 90 000 habitants.
- 1684 - Café Kollschitzky en activité[5].
- 1692 - Fondation de l'Académie des Beaux-Arts de Vienne.
- 1698 - Incorporation de plusieurs faubourgs à la ville.

## XVIIIesiècle
- 1703 - Construction du Palais Liechtenstein.
- 1704 - Construction de la fortification de Linienwall.
- 1707 - Fondation du Dorotheum, + ancienne salle des ventes du monde.
- 1709 - Construction du Théâtre am Kärntnertor.
- 1710 - Population : 115 000 habitants.
- 1713 - Épidémie de peste.
- 1718 - Fondation de la manufacture de porcelaine de Vienne [6].
- 1723 - Achèvement du Palais du Belvédère.
- 1724 - Population : 150 000 habitants.
- 1728 - Achèvement du Palais Schwarzenberg.
- 1735 - École espagnole d'équitation construite.
- 1741 - Ouverture du Burgtheater[7].
- 1752 - Ouverture du Tiergarten Schönbrunn (zoo)[8], le plus ancien encore existant au monde.
- 1762 - Première de l'opéra de Gluck Orfeo ed Euridice[9].
- 1765 - Fondation de la maison d'édition Artaria.
- 1766 - Ouverture au public du Prater.
- 1770 - Le Turc mécanique jouant aux échecs est introduit au château de Schönbrunn.
- 1771 - Fondation de la Bourse de Vienne.
- 1772 - Début du marché de Noël de Freyung.
- 1786 
  - Début de la confiserie Demel.
  - 1er mai : Première de l'opéra de Mozart Les Noces de Figaro.
- 1790 - Population : 247 000 habitants.
- 1791 - 30 septembre : Création de La Flûte enchantée de Mozart. Wolfgang Amadeus Mozart meurt.
- 1792 - Création de la manufacture de pianos Schweighofer.
- 1800 - 2 avril : création de la Symphonie n° 1 de Beethoven.

## XIXesiècle
- 1805 
  - 23 mai : Première de l'opéra Fidelio de Beethoven[9].
  - 13 novembre : Napoléon prend et occupe la ville. Il réside à Schönbrunn.
- 1808 - 22 décembre : création des cinquième et sixième symphonies de Beethoven, de la Fantaisie chorale et du concerto pour piano n° 4 au Theater an der Wien.
- 1809 
  - Bataille d'Aspern-Essling.
  - Joseph Haydn meurt.
- 1814 
  - Congrès de Vienne.
  - Éditeur de musique CF Peters en affaires[10].
- 1816 - Fondation de la Banque nationale d'Autriche.
- 1823 
  - Ouverture au public du Volksgarten.
  - Cristallerie Lobmeyr fondée.
- 1824 - 7 mai : création de la Symphonie n° 9 de Beethoven.
- 1827- 27 mars : Décès de Ludwig Van Beethoven.
- 1829 - Création de la société Léopoldine.
- 1830 - Population : 400 000 habitants.
- 1832 - Sachertorte inventé.
- 1842 
  - Début de l'activité de la Südbahn, la Compagnie des Chemins de fer du sud autrichien.
  - Fondation de l'Orchestre Philharmonique de Vienne.
- 1847 - Création de l'Académie autrichienne des sciences.
- 1848 - Soulèvement de Vienne[11].
- 1850 
  - La ville s'étend au-delà d'Innere Stadt en incorporant 34 municipalités.
  - Population : 551 300 habitants.
- 1857 - Achèvement de l'Arsenal en dehors des fortifications.
- 1858 - Démolition des remparts de la ville ; construction à leur emplacement de la Ringstraße.
- 1864 - Début de la publication du journal Neue Freie Presse.
- 1869 - Construction de l'Opéra national de Vienne.
- 1870 
  - Population : 900 000 habitants.
  - Musikverein inauguré.
- 1873 
  - Exposition Universelle à Vienne[12].
  - Krach boursier.
  - Café Landtmann et Hotel Imperial en affaires.
- 1874 
  - Ouverture du cimetière central de Vienne.
  - Première de l'opéra de Strauss Die Fledermaus.
- 1875 - Construction des digues du Danube.
- 1876 
  - Bâtiment de l'Académie des Beaux-Arts érigé.
  - Inauguration de l'hôtel Sacher.
  - Café Central ouvert.
- 1877- Inauguration du nouveau bâtiment de la Bourse de Vienne.
- 1878 - Construction du Palais Nathaniel Rothschild.
- 1879 
  - Inauguration de la Votivkirche.
  - Fondation du Bureau géologique.
- 1880 
  - 1 100 000 habitants.
  - Café Sperl ouvert.
- 1881 - Construction du Palais de Justice.
- 1882 - Ouverture du Palmenhaus Schönbrunn (serre).
- 1883 - Inauguration du nouvel Hôtel de Ville (Rathaus).
- 1884 
  - Inauguration du Parlement autrichien et du bâtiment central de l'Université.
  - Construction du Palais Albert Rothschild.
- 1885 - La manufacture Goldscheider (usine de majolique) et Alpinen Gesellschaft Edelraute (club de randonnée)[13] établies.
- 1886 - La Villa Hermès est construite.
- 1887 - Création du musée historique de la ville de Vienne.
- 1888 - Ouverture du Burgtheater. Edification de la villa Wagner à Penzing par Otto Wagner.
- 1889 
  - Ouverture du Musée d'Histoire Naturelle.
  - Archives de la Ville de Vienne créées.
- 1890 - Ville agrandie. Population : 1 400 000 habitants.
- 1891 - Ouverture du Kunsthistorisches Museum (musée d'art).
- 1892 - Incorporation à Vienne des communes de Grinzing, Döbling, Nussdorf et Josefsdorf.
- 1894 - Construction du Palais Rothschild (Prinz-Eugen-Straße).
- 1897 
  - Grande Roue de Vienne érigée au Prater.
  - Création du mouvement artistique Vienna Secession.
- 1898 
  - Début de la Wiener Stadtbahn.
  - Pavillon de la Sécession construit.
- 1899 
  - Publication de L'interprétation des rêves de Freud.
  - Inauguration de la Cathédrale orthodoxe russe.
  - Die Fackel (de), magazine, commence sa publication[14].
  - Fondation du club de football du Rapid de Vienne.
- 1900 - Population: 1 769 137.

## XXesiècle

### Années 1900 à 1940
- 1901 - Universal Edition, maison musicale d'édition, créée à Vienne[10].
- 1902 
  - Construction du port de Freudenau.
- 1903 
  - Construction du port de Kuchelau.
  - Fondation du groupe artistique Wiener Werkstätte[14].
- 1904 
  - Vienne absorbe le district de Floridsdorf.
  - Café Korb (de) ouvert.
- 1907 - Achèvement de l'église Kirche am Steinhof par Otto Wagner.
- 1908 
  - Société psychanalytique de Vienne fondée par Sigmund Freud.
  - Le Baiser, de Gustav Klimt.
- 1910 
  - Population : 2 080 000.
  - Fondation du club de football de l'Austria Vienne.
- 1912 - Ouverture de l'aérodrome d'Aspern.
- 1913[15] - 23 février : Première du Gurre-Lieder de Schoenberg[16].
- 1915 - avril : Conférence des partis socialistes d'Europe centrale tenue à Vienne.
- 1916 
  - 30 novembre: Funérailles de François-Joseph Ier d'Autriche.
  - La population atteint un record historique de 2 239 000 habitants.
- 1918 
  - Fin de l'Empire austro-hongrois et de la monarchie. Vienne capitale de la nouvelle République d'Autriche.
  - Ouverture du musée des techniques de Vienne (achevé en 1913)
  - Début de la période dite de Vienne la rouge : construction de logements sociaux...
- 1919 
  - Lainzer Tiergarten, ancienne réserve de chasse, ouvert au public.
  - Jakob Reumann devient maire.
- 1920 - Fondation de la Bibliothèque nationale autrichienne.
- 1921 
  - Österreichische Bundesgärten (de) (jardin) établi[17].
  - Union internationale de travail des partis socialistes fondée à Vienne[18].
- 1923 
  - La population baisse à 1 900 000 habitants.
  - Karl Seitz devient maire[1].
  - Début des éditions Phaidon Press.
- 1925 - Kolosseum (de) (cinéma) s'ouvre[19].
- 1930 - Ouverture de la cité ouvrière Karl-Marx-Hof.
- 1931 - Ernst-Happel-Stadion construit.
- 1934 - Richard Schmitz devient maire.
- 1938 
  - Anschluss : L'Autriche et Vienne sont annexées à l'Allemagne.
  - La ville s'agrandit et incorpore 92 communes.
- 1941 - Création de Kehal Adas Yereim Vien.
- 1942 - Début des bombardements.
- 1945 
  - Offensive de Vienne.
  - Ville occupée par les Alliés. L'occupation durera jusqu'en 1955.
  - Mémorial commémoratif de l'Armée rouge installé.

### Des années 1950 aux années 1990
- 1950 : Population 1 610 000 habitants.
- 1954 
  - Ouverture de l'aéroport international de Vienne.
  - Inondation.
- 1955 - Traité d'Etat autrichien : l'Autriche redevient un pays indépendant, fin de l'occupation par les forces alliées.
- 1957 
  - L'Agence internationale de l'énergie atomique installe son siège à Vienne.
  - Inauguration de la Maison de la Mer dans une ancienne tour d'observation.
- 1959 
  - Ouverture du musée de Vienne.
  - La ville accueille le Festival mondial de la jeunesse et des étudiants.
- 1960 - L'Österreichische Mediathek (archives sonores) a son siège en ville[20].
- 1961 - Sommet de Vienne des Etats-Unis et de l'URSS avec Kennedy et Khrouchtchev.
- 1962 - Début du S-Bahn de Vienne.
- 1964 - Création de l'Österreichisches Filmmuseum.
- 1965 - Le siège de l'OPEP déménage de Genève, en Suisse, à Vienne.
- 1968 - Création du Fonds scientifique autrichien.
- 1976 - Ouverture du Métro de Vienne.
- 1979 
  - Inauguration de l'ONU City : Vienne devient l'une des quatre villes-sièges des Nations unies.
  - Construction du Centre islamique de Vienne.
- 1980 - La population de 1 500 000 habitants est à son plus bas niveau depuis un siècle.
- 1983 - Début de la Donauinselfest, festival musical sur l'île Donauinsel.
- 1983/85 - Construction de la Hundertwasserhaus.
- 1985 - Attentats des aéroports de Vienne et de Rome.
- 1988 
  - Construction d'un nouveau canal du Danube.
  - Début du festival international de danse ImPulsTanz .
- 1992 - Le plus grand événement caritatif contre le SIDA en Europe, le Life Ball commence.
- 1993 - Conférence mondiale sur les droits de l'homme.
- 1994 - Michael Häupl devient maire[21].
- 1995 - Création du Secrétariat de l'Organisation pour la sécurité et la coopération en Europe.
- 1996 - Le château de Schönbrunn est classé au Patrimoine Mondial de l'UNESCO.
- 1998 - Tour Andromède construite.
- 1999 - Millennium Tower (202 m) achevée.
- 2000 
  - Site Web de la ville en ligne (date approximative)[22].
  - Tour Mischek construite.

## XXIe siècle
- 2001 
  - Ouverture du complexe culturel du Museumsquartier.
  - Le centre historique de Vienne est classé au Patrimoine Mondial de l'UNESCO.
  - Inauguration du complexe des Gazomètres de Vienne.
- 2004 
  - Ouverture du musée Liechtenstein dans le palais Liechtenstein.
  - Saturn Tower construite.
- 2007 - Création de l'Agence des droits fondamentaux de l'Union Européenne : son siège est à Vienne.
- 2008 
  - L'Institut Mondial pour la Sécurité Nucléaire a son siège en ville.
  - Championnat d'Europe de football de l'UEFA organisé.
- 2010 - Création du Wiener Staatsballet.
- 2011 
  - Début du projet Smart City Wien[23].
  - Funérailles d'Otto de Habsbourg.
- 2014 
  - Ouverture de la nouvelle Gare Centrale de Vienne.
  - La DC Tower 1, plus haut gratte-ciel d'Autriche (250 m), est achevée.
- 2015 - Population : 1 797 337 habitants.
- 2018 - 12 novembre : ouverture de la Maison de l'Histoire Autrichienne dans la Neue Burg (Hofburg), pour les 100 ans de la République d'Autriche.
- 2020 
  - Inauguration de l'Albertina Modern dans la maison des Artistes.
  - 2 novembre : attentat terroriste islamiste dans la ville.

- 2024 - La population atteint les 2 millions d'habitants pour la première fois depuis plus d'un siècle.